# Ettahrir
Ettahrir est une délégation tunisienne dépendant du gouvernorat de Tunis.
En 2004, elle compte 21 956 habitants dont 11 453 hommes et 10 503 femmes répartis dans 5 445 ménages et 6 027 logements.
Elle comporte un certain nombre de quartiers dont :
- Ettahrir 1[3] ;
- Ettahrir 2 ;
- Ettahrir 3 ;
- Cité Ettahrir supérieur ;
- Cité du Jardin ;
- Cité El Ferdaous ;
- Cité Essadik.

Elle est délimitée par la délégation d'El Omrane supérieur au nord, la municipalité du Bardo au sud, la délégation d'El Omrane à l'est et la municipalité de La Manouba (chef-lieu du gouvernorat du même nom) à l'ouest.